# Municipio de Wayland (Misuri)
El municipio de Wayland (en inglés: Wayland Township) es un municipio ubicado en el condado de Chariton en el estado estadounidense de Misuri. En el año 2010 tenía una población de 157 habitantes y una densidad poblacional de 1,34 personas por km².

## Geografía
El municipio de Wayland se encuentra ubicado en las coordenadas 39°31′28″N 92°45′32″O / 39.52444, -92.75889. Según la Oficina del Censo de los Estados Unidos, el municipio tiene una superficie total de 117.55 km², de la cual 116,72 km² corresponden a tierra firme y (0,7 %) 0,83 km² es agua.

## Demografía
Según el censo de 2010, había 157 personas residiendo en el municipio de Wayland. La densidad de población era de 1,34 hab./km². De los 157 habitantes, el municipio de Wayland estaba compuesto por el 98,73 % blancos y el 1,27 % eran de una mezcla de razas. Del total de la población el 0 % eran hispanos o latinos de cualquier raza.